# Josef Kiesl
Josef Kiesl (* 24. August 1887 in Sarleinsbach, Oberösterreich; † 17. August 1936 in Linz, Oberösterreich) war ein österreichischer Landwirt und Politiker.

## Leben
Kiesl wuchs als eines von 14 Kindern des Hochhausbauern aus Hochhaus auf, besuchte die Volksschule und arbeitete dann auf dem väterlichen Hof. 1909 heiratete er und hatte zwei Kinder. Gleich zu Beginn des Ersten Weltkrieges wurde er schwer verwundet (Bauchschuss) und als felduntauglich entlassen. Da sein Vater im gleichen Jahr verstarb, übernahm er den elterlichen Hof. In der Zwischenkriegszeit bekleidete er verschiedene Funktionen (Oberösterreichische Volkskredit, Rinderzuchtverband, Elektrizitätsgenossenschaft), doch besondere Verdienste erwarb er sich im Feuerwehrwesen. Er verstarb mit 49 Jahren an Magenblutung, wohl als Folge seiner Kriegsverletzung.

## Politik
Josef Kiesl war nicht nur Vizebürgermeister von Pfarrkirchen im Mühlkreis, sondern in der Zeit von 1926 bis 1934 Landtagsabgeordneter für die Christlichsoziale Partei. Daneben war er Mitglied des Landes-Eisenbahnrates, Bezirksobmann des österreichischen Bauernbundes und des Katholischen Volksvereins, Bezirksführer der Vaterländischen Front und der Ostmärkischen Sturmscharen. Er war bescheiden, aber initiativ und genoss im Landtag hohes Ansehen.